# Abduh Umar
Abduh Umar Abduh Ahmad, Abdou Omar Abdou Ahmed (ur. 22 lutego 1989) – egipski zapaśnik walczący w stylu wolnym. Olimpijczyk z Londynu 2012, gdzie zajął osiemnaste miejsce w kategorii 66 kg.
Dwukrotnie uczestniczył w mistrzostwach świata a jego najlepszy wynik to czternaste miejsce w 2010. Brązowy medalista igrzysk afrykańskich w 2015. Wicemistrz igrzysk śródziemnomorskich w 2013. Zdobył cztery medale na mistrzostwach Afryki, złoty w 2010. Zwycięzca igrzysk panarabskich w 2011 i mistrzostw arabskich w 2014. Wicemistrz mistrzostw śródziemnomorskich w 2012 roku.
- Turniej w Londynie 2012

Przegrał z Ormianinem Dawitem Safarianem i odpadł z turnieju.